# 秋田県道179号神宮寺停車場線
秋田県道179号神宮寺停車場線（あきたけんどう179ごう じんぐうじていしゃじょうせん）は、秋田県大仙市を通る一般県道である。

## 概要
JR東日本奥羽本線 神宮寺駅前から南西方向、神宮寺駅入口交差点に至る短絡道路である。

### 路線データ
- 総延長 : 0.168 km[2]
- 実延長 : 0.168 km[2]
- 起点 : 秋田県大仙市神宮寺字本郷野22番5（神宮寺駅）[3]北緯39度29分40.96秒 東経140度25分34.94秒
- 終点 : 秋田県大仙市神宮寺字本郷野82番3（神宮寺駅入口交差点、秋田県道30号神岡南外東由利線・秋田県道67号四ツ屋神岡線交点）[3]北緯39度29分35.77秒 東経140度25分30.27秒
- 未供用区間 : なし[2]

## 歴史
- 1959年（昭和34年）2月17日 - 秋田県道に認定される[3]。

## 路線状況

### 冬期閉鎖区間
- なし[4]

### 交通不能区間
- なし[5]

## 地理

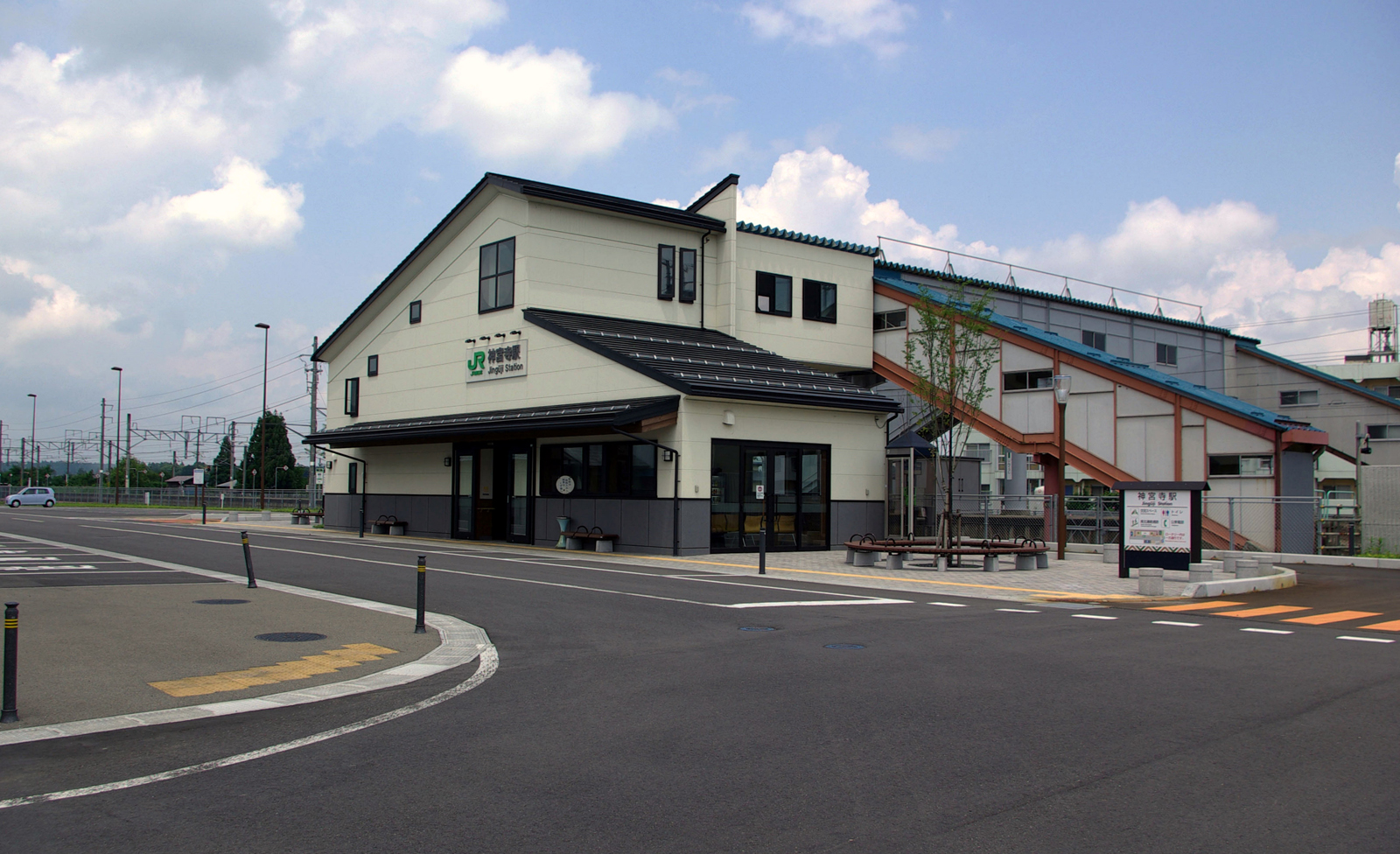
起点・神宮寺駅

### 交差する道路
| 施設名             | 接続路線名                                            | 備考 | 所在地               |
| ------------------ | ----------------------------------------------------- | ---- | -------------------- |
| 〈神宮寺駅〉       |                                                       | 起点 | 大仙市神宮寺字本郷野 |
| 神宮寺駅入口交差点 | 秋田県道30号神岡南外東由利線 秋田県道67号四ツ屋神岡線 | 終点 | 大仙市神宮寺字本郷野 |

### 沿線の施設
- JR東日本奥羽本線 神宮寺駅
- 福乃友酒造
- 秋田銀行神宮寺支店
- 仙北タクシー神宮寺営業所
- 大仙市役所神岡支所